# 辻内伸也
辻内 伸也（つじうち しんや、1983年3月12日 - ）は、奈良県出身のプロバスケットボール選手である。ポジションはガード。背番号7。183cm、80kg。

## 人物
洛南高校で全国大会出場。慶應義塾大学では志村雄彦、石田剛規とともに「慶大トリオ」と呼ばれ2003年の1部復帰及び2004年の2冠に貢献。高校・大学の後輩に竹内公輔がいる。
卒業後の2005年には周囲から期待されつつも関東実業団リーグ1部の三井住友海上火災に入社。2005年の国体では奈良県代表として出場し優勝。
2007年にプロを目指すため退社し、各トライアウトを受験。bjリーグの富山グラウジーズにドラフト外で入団。シーズン途中からJBL2の栃木ブレックスに移籍。
2008年、豊田通商ファイティングイーグルスへ移籍。
2010年、ゼロ災メンバーへ無事着任。さらなる飛躍を誓う。